# Leontocebus cruzlimai
Leontocebus cruzlimai är en primat i familjen kloapor som förekommer i nordöstra Brasilien. Populationen listades en längre tid till Saguinus fuscicollis som i sin tur flyttades till släktet Leontocebus.

## Utseende
Arten har ungefär samma storlek som Saguinus fuscicollis. Kännetecknande är pälsen på huvudets ovansida som har en röd-orange färg samt en mantel kring halsen, armarna och händernas ovansida som bär likaså röd-orange päls. Typisk är vita ögonbryn och nästan nakna öron. Pälsen är täckt av svart päls.

## Utbredning och ekologi
Denna tamarinapa lever i en liten region i delstaten Amazonas i Brasilien. Den vistas i låglandet och i kulliga områden upp till 500 meter över havet. Habitatet utgörs av regnskogar och andra skogar som ofta översvämmas, ibland med bambu som undervegetation.
Exemplaren bildar grupper med upp till 12 medlemmar som kan vara blandade med Saguinus mystax. De är dagaktiva, klättrar i träd och har bland annat frukter av mullbärsväxter som föda. Leontocebus cruzlimai kan hoppa till andra grenar.

## Hot
Flera individer jagas som bushmeat eller de fångas och hölls som sällskapsdjur. Ett annat hot är skogsröjningar. I regionen inrättades flera skyddszoner. Hela populationen är fortfarande stor. IUCN listar arten som livskraftig (LC).